# Sulfure de dibenzyle
Le sulfure de dibenzyle est un thioéther de formule C14H14S. Cette molécule est symétrique étant constitué de deux groupes benzyle liés par un pont sulfure. 
C'est un solide incolore soluble dans les solvants apolaires.

## Synthèse
Le sulfure de benzyle est produit industriellement en faisant réagir du sulfure de potassium avec du chlorure de benzyle suivi d'une distillation du produit.  Il peut également être obtenu par la désulfuration du disulfure de dibenzyle avec des réactifs à base de phosphine. 